# Stiftung Bibel und Kultur
Die Stiftung Bibel und Kultur ist eine ökumenische Stiftung bürgerlichen Rechts mit Sitz in Stuttgart und der Geschäftsstelle in Bonn. Sie möchte die kulturelle Bedeutung der Bibel öffentlich bewusst machen.

## Ziele
Um dieses Ziel zu erreichen, ist die Stiftung in vier wesentlichen Bereichen aktiv:
- Förderung von Vorhaben, die Themen und Inhalte der Bibel darstellen oder vermitteln.
- Unterstützung von Arbeiten, die die Bedeutung der Bibel für die Gesellschaft, das kulturelle und geistige Leben zum Gegenstand haben.
- Auszeichnung von Persönlichkeiten, die sich in ihren Werken in besonderer Weise für die Geltung der Bibel und die Vermittlung von biblischen Wertvorstellungen eingesetzt haben.
- Unterstützung öffentlichkeitswirksamer Veranstaltungen zum Thema Bibel.

Seit 2025 fördert die Stiftung jährlich eine Auswahl von kulturellen Projekten, die auf kreative Weise das biblische Erbe thematisieren und damit zur Vermittlung biblischer Inhalte im gesellschaftlichen Kontext beitragen. Projektanträge müssen jeweils bis Ende des Vorjahres eingereicht werden.
Zuvor war die Stiftung insbesondere durch Schüler- und Jugendwettbewerbe sowie durch die Vergabe eines Förder- und Stiftungspreises aktiv. Diese Formate wurden eingestellt.

## Geschichte
Die Stiftung wurde 1987 unter dem Vorsitz des Bundespräsidenten a. D. Karl Carstens und mit Unterstützung der Deutschen Bibelgesellschaft, der Deutschen Bischofskonferenz, evangelischer Landeskirchen und der Diakonie der EKD gegründet. Durch sie „sollen Bemühungen gefördert werden, die die kulturelle Bedeutung der Bibel öffentlich bewusst machen“.

## Struktur

### Kuratorium
Vorsitzende des Kuratoriums waren u. a. Manfred Kock, Hans Maier, Johannes Rau, Paul Mikat, Karl Carstens und zuletzt Annette Schavan. Seit 2023 ist der NDR-Intendant Joachim Knuth Vorsitzender des Kuratoriums.
Weitere Mitglieder sind u. a.:
- Reinold Hartmann (stellv. Vorsitzender)
- Katrin Brockmüller (Katholisches Bibelwerk)
- Johann Hinrich Claussen (EKD)
- Verena Lenzen (Universität Luzern)
- Friederike Lohse
- Christoph Rösel (Deutsche Bibelgesellschaft)
- Jonah Sievers (Jüdische Gemeinde zu Berlin)
- Heinz-Detlef Stäps (Diözese Rottenburg-Stuttgart)
- Miriam Wenzel (Jüdisches Museum Frankfurt)
- Christiane Abart (Haus St. Rupert Traunstein)
- Daniela Blum (Universität Freiburg)
- Daniela Kluckert (Parlamentarische Staatssekretärin a. D.)
- Melanie Prange (Diözesanmuseum Rottenburg)

### Vorstand
Seit 2025 besteht der Vorstand aus folgenden Personen:
- Raimund Schmolze-Krahn
- Martin Laube
- Jonas Einck

## Projektförderung (seit 2025)
Im Förderzyklus 2025/26 unterstützt die Stiftung sechs Projekte, die sich innovativ mit biblischen Themen auseinandersetzen, darunter:
- ein interdisziplinäres Kunstprojekt zu Hiob in Ludwigshafen,
- eine Jugendkulturreise zum Bibelhaus Frankfurt,
- Kunstgottesdienste in Berlin[11],
- einen Schüleraustausch nach Israel,
- ein Projekt zur spirituellen Museumstherapie im Berliner Bode-Museum
- und eine Ausstellung zur Schöpfungsgeschichte im Museum Kirche in Franken.

## Preise
Zwischen 1988 und 2022 vergab die Stiftung regelmäßig einen Stiftungspreis sowie einen Förderpreis an Persönlichkeiten und Werke, die sich durch die kreative oder gesellschaftliche Auseinandersetzung mit der Bibel ausgezeichnet haben. Geehrt wurden:
| Jahr | Preisträger                                                        | Bereich                     | Laudatio                          |
| ---- | ------------------------------------------------------------------ | --------------------------- | --------------------------------- |
| 1988 | Helmuth Rilling                                                    | Bibel und Musik             | Peter Kreyssig                    |
| 1989 | Karl-Alfred Odin                                                   | Bibel und Publizistik       | Eduard Lohse, Landesbischof       |
| 1989 | Schalom Ben-Chorin                                                 | Bibel und Publizistik       | Martin Hengel                     |
| 1990 | Herbert Falken                                                     | Bibel und Malerei           | Wieland Schmied                   |
| 1991 | Hermann Kunst                                                      | Bibel und Politische Kultur | Heinz Georg Weber, Bischof        |
| 1992 | Thomas Hürlimann                                                   | Bibel und Literatur         | Werner Weber                      |
| 1993 | Heinrich Gerhard Bücker                                            | Bibel und Bildhauerei       | Paul-Werner Scheele, Bischof      |
| 1994 | Krzysztof Kieślowski                                               | Bibel und Spielfilm         | Ulrich Gregor                     |
| 1995 | John Neumeier                                                      | Bibel und Choreographie     | Marcus Bierich                    |
| 1996 | Gerhard Schöne                                                     | Bibel und Liedermacher      | Joachim Schöne                    |
| 1997 | Patrick Roth                                                       | Bibel und Literatur         | Hans-Rüdiger Schwab               |
| 1998 | Peter Schreier                                                     | Bibel und Gesang            | Günter Jena, Kirchenmusikdirektor |
| 1999 | Sofia Gubaidulina                                                  | Bibel und Komposition       | Hermann Raue, Hamburg             |
| 1999 | Albrecht Goes                                                      | Lebenswerk                  |                                   |
| 2000 | Detlef Willand                                                     | Bibel und Holzschnitt       | Manfred Saller, Tübingen          |
| 2001 | Emil Wachter                                                       | Bibel und Malerei           | Heimo Ertl, Nürnberg              |
| 2002 | Carlos Martinez                                                    | Bibel und Pantomime         | Andreas Malessa                   |
| 2003 | Wieland Schmied                                                    | Lebenswerk                  | Alex Stock                        |
| 2004 | Dieter Schnebel                                                    | Bibel und Musik             | Ewald Liska                       |
| 2004 | Richard Exner                                                      | Lebenswerk                  | Walter Grüning                    |
| 2005 | Peter Kulka                                                        | Bibel und Architektur       | Gerhard Glaser                    |
| 2005 | Eberhard Burger                                                    | Lebenswerk                  | Gerhard Glaser                    |
| 2006 | Gustav Kluge                                                       | Bibel und Malerei           | Klaus Theweleit                   |
| 2007 | John Zorn                                                          | Bibel und Musik             | Markus Lüdke                      |
| 2007 | Andor Izsák                                                        | Lebenswerk                  | Christian Wulff                   |
| 2009 | Klaus Schumacher und das Schauspielvolk des Einsiedler Welttheater | Bibel und Schauspiel        | Hans Maier                        |
| 2010 | Neo Rauch                                                          | Bibel und Glasfenster       | Holger Kunde                      |
| 2010 | Justinus Maria Calleen                                             | Lebenswerk                  | Hans-Rüdiger Schwab               |
| 2011 | Zlatko Kopljar                                                     | Video- und Performancekunst | Johannes Rauschenberger           |
| 2013 | Elazar Benyoëtz                                                    | Lebenswerk                  | Verena Lenzen                     |
| 2014 | Friederike Mayröcker                                               | Lebenswerk                  | Peter Waterhouse                  |
| 2015 | Rafik Schami                                                       | Bibel und Literatur         | Michael Köhlmeier                 |
| 2018 | Wolfgang Rihm                                                      | Bibel und Komposition       | Ulrich Konrad                     |
| 2022 | Christian Stückl                                                   | Bibel und Schauspiel        | Reinhold Zwick                    |

2020 wurde der Preis aufgrund der Corona-Pandemie nicht vergeben. Im Zuge einer Neuausrichtung der Stiftung wurde er mittlerweile eingestellt.

## Schüler und Jugendwettbewerbe
Bis 2019 organisierte die Stiftung regelmäßig Schüler und Jugendwettbewerbe mit. Die Preisträger sind:
2018/2019 Hessen, „#heilig“, 2017, „Menschenbilder“, 2015/2016 Nordrhein-Westfalen, „Selfie von Gott“; 2011/2012 Baden-Württemberg, „Bitte aufbrechen“; 2009/2010 Saarland, „Himmelweit offen“ Mecklenburg-Vorpommern, „Voll das Leben“; 2008/2009 Niedersachsen, „Heimat 2.0“; 2006/2007 Schleswig-Holstein und Hamburg, „Bibel heute“; 2005/2006 Bremen, „Spuren (in) der Bibel“; 2004 / 2005 Hessen, „Ich sag’s auf meine Weise – die Bibel entdecken“; 2002 / 2003 Bayern „Ich sag es auf meine Weise“ und in sechs ostdeutschen Bundesländern „Voll das Leben“; 2001 / 2002 Rheinland-Pfalz, „Bibel heute“; 2000 / 2001 Brandenburg, „Bibel heute“; 1999 / 2000 Sachsen-Anhalt; 1998 / 1999 Nordrhein-Westfalen; 1997 / 1998 Sachsen; 1996 / 1997 Mecklenburg-Vorpommern; 1995 / 1996 Thüringen; 1994 / 1995 Schleswig-Holstein und Hamburg; 1993 / 1994 Baden-Württemberg.

## Werke
- Siegfried Meurer: Die Stiftung Bibel und Kultur : 1988–2000 ; eine Dokumentation. Hrsg.: Stiftung Bibel und Kultur. Deutsche Bibelgesellschaft, Katholisches Bibelwerk, Stuttgart 2001, ISBN 3-438-06259-3, S. 344.
- Gustav Kluge: Gustav Kluge, nach der Schrift : [anlässlich der Preisverleihung der Stiftung Bibel und Kultur: Stiftungspreis 2006 an Gustav Kluge und der Ausstellung Gustav Kluge: Nach der Schrift, 25. Oktober - 26. November 2006]. Hrsg.: Stiftung Bibel und Kultur. Kerber Verlag, Bielefeld 2006, ISBN 3-86678-036-2, S. 96.